# Zatracenie (manga)
Zatracenie (jap. 人間失格 Ningen shikkaku) – manga autorstwa Junjiego Itō, adaptacja powieści Osamu Dazaia o tym samym tytule. Była wydawana na łamach magazynu „Big Comic Original” wydawnictwa Shōgakukan od maja 2017 do kwietnia 2018.

## Fabuła
Zatracenie to opowieść w formie notatek pozostawionych przez niejakiego Ōbę Yōzō, zmartwionego mężczyznę, który nie jest w stanie ujawnić innym swojego prawdziwego ja, a który zamiast tego utrzymuje fasadę pustej żartobliwości. Historia składa się z trzech rozdziałów lub „memorandów”, które stanowią kronikę życia Ōby od wczesnego dzieciństwa do późnych lat dwudziestych.
W tej wersji Yōzō spotyka samego Osamu Dazaia podczas rekonwalescencji w azylu, dając mu tym samym pozwolenie na opowiedzenie swojej historii w kolejnej książce. Manga zawiera opowieść o samobójstwie Dazaia z perspektywy Ōby.

## Publikacja serii
Manga ukazywała się w magazynie „Big Comic Original” od 2 maja 2017 do 20 kwietnia 2018. Wydawnictwo Shōgakukan zebrało jej rozdziały w 3 tankōbonach, wydanych między 30 października 2017 a 30 lipca 2018.
W Polsce prawa do dystrybucji serii zakupiło wydawnictwo Japonica Polonica Fantastica.
| Nr | Język japoński       | Język japoński         | Język polski     | Język polski           |
| Nr | Data wydania         | ISBN                   | Data wydania     | ISBN                   |
| -- | -------------------- | ---------------------- | ---------------- | ---------------------- |
| 1  | 30 października 2017 | ISBN 978-4-09-189718-3 | październik 2024 | ISBN 978-83-8264-301-5 |
| 2  | 30 marca 2018        | ISBN 978-4-09-189826-5 | luty 2025        | ISBN 978-83-8264-302-2 |
| 3  | 30 lipca 2018        | ISBN 978-4-09-860056-4 | —                |                        |

## Odbiór
Nick Smith z ICv2 pochwalił mangę, stwierdzając, że historia jest nieprzyjemna, ale wciągająca, ze świetnymi rysunkami. Leroy Douresseaux z Comic Book Bin również pochwalił serię jako tragiczną i delikatną, a jednocześnie groteskową i okrutną. Doresseaux także docenił oprawę graficzną. Brandon Danial z The Fandom Post uznał, że praca Itō jest solidną adaptacją oryginalnej powieści, jednocześnie chwaląc zmiany, jakie autor wprowadził do historii. Nancy Powell z Comics Beat również pochwaliła fabułę, stwierdzając, że choć nie jest łatwa do strawienia, Itō wykonuje dobrą robotę opowiadając historię. Adi Tantimedh z Bleeding Cool pochwalił przedstawienie głównego bohatera, jak również fabułę. Derik Badman z The Comics Journal był bardziej krytyczny wobec publikacji, stwierdzając, że rysunki Itō są w porządku, ale mogą wydawać się sztywne i proste w późniejszych częściach. Badman uznał również, że seria ma zbyt wiele niepożądanych motywów i zmienia zbyt wiele w stosunku do oryginału.